# Kissikátor
Kissikátor è un comune dell'Ungheria di 356 abitanti (dati 2001) . È situato nella contea di Borsod-Abaúj-Zemplén.